# Август Вінтер (актор)
Август Вінтер (англ. August Winter; нар. 29 лютого 1987) — канадський актор, сценарист, продюсер, музикант і тренер акторської майстерності. Найбільш відомий за ролями: «Джессіки Геллер» в драматичному серіалі Мері вбиває людей, та Трансгендерного підлітка «Мелвіна» в оскароносному фільмі Говорять жінки.
Август Вінтер відносить себе до небінарних осіб і воліє щоб у зверненні до нього використовувались займенники «вони» чи «він».

## Життєпис
Август Вінтер народився 29 серпня 1995 року в невеликому гірському містечку Вістлер, провінції Британська Колумбія. Матір дитини, Седі Калліфорд, була викладачкою музики в місцевій школі і керівником шкільного самодіяльного колективу «Рухливі акорди» (англ. Moving chords), завдяки чому Август змалку був залучений до музичного середовища, він часто спостерігав за уроками і репетиціями своєї матері і виявляв цікавість до музики. В 6 років він став повноцінним учасником хору і почав грати в театральних постановках. В дев'ятирічному віці, Август з матір'ю переїзджають до Ванкувера, щоб мати змогу регулярно відвідувати заняття з танців і гімнастики. 2007 року, Август з матір'ю, на 10 місяців оселяються в місті Стретфорд, провінція Онтаріо, де ще зовсім юний Август отримав головну роль Джин Луїзи Фінч у виставі «Убити пересмішника», яка демонструвалася на регулярному Стратфордському Шекспірівському фестивалі. З тих пір, він 6 сезонів поспіль був актором в багатьох різних виставах на цьому фестивалі. Під час стратфордського періоду свого життя Август Вінтер грав наступні ролі: Джин Луїзу Фінч у виставі «Убити пересмішника», Чіпа (чашки) у «Красуні і чудовиську», метелика у шекспірівській комедії Марні зусилля кохання, метелика у виставі «Сон літньої ночі», юної вівчарки у трагікомедії «Зимова казка», пажа у «Як вам це сподобається», Робін у «Віндзорських насмішницях», Руті Джоад у п'єсі за романом «Грона гніву», тощо.
Окрім кар'єри актора, Август Вінтер також створив сценарії для 4 короткометражних фільмів, в двох з яких він же виступив у ролі режисера.
На початку 20 років, Август Вінтер здійнисив камінг-аут, змінив ім'я на чоловіче і з тих пір, відносить себе до небінарних осіб. У зверненні до себе пропонує використовувати займенники «вони» чи «він».
У вільний час він займатється музикою, полюбляє читати книги та готувати! Окрім того Август захоплюється серфінгом, він сказав, що має мрію придбати дешевий кемпер і відправитися на ньому в мандрівку всіма найкращими пляжами для серфінгу на території північної америки.

## Фільмографія
Станом на 2025 рік, в доробку Августа Вінтера, як артиста близько трьох десятків ролей в кіно і на телебаченні.

| Рік       |    | Українська назва           | Оригінальна назва          | Роль               | В титрах зазначено як    | Примітки            |
| --------- | -- | -------------------------- | -------------------------- | ------------------ | ------------------------ | ------------------- |
| 2005—2005 | с  | Колекціонер                | The Collector              | Керолайн           | Ебігейл Вінтер-Кулліфорд | 1 епізод            |
| 2005      | ф  | Туман                      | The Fog                    | Дитина в трюмі     | Ебігейл Вінтер-Кулліфорд |                     |
| 2008      | кф | Сангвінік                  | Sanguine                   | Меліса             | Ебігейл Вінтер-Кулліфорд |                     |
| 2010      | кф | Як вам це подобається      | As You Like It             | Вартовий           | Ебігейл Вінтер-Кулліфорд |                     |
| 2008      | кф | Мости                      | Bridges                    | Люсі               | Ебігейл Вінтер-Кулліфорд |                     |
| 2013—2013 | с  | Лягавий                    | Copper                     | Джилліан Первіс    | Ебігейл Вінтер-Кулліфорд | 1 епізод            |
| 2014—2014 | с  | Сховище 13                 | Warehouse 13               | Клер               | Ебігейл Вінтер           | 2 епізоди           |
| 2014      | ф  | Емма                       | Emma                       | Емма               | Ебігейл Вінтер           | Головна роль        |
| 2015      | кф | Пил із крейди              | Chalk Dust                 | Дженні             | Ебігейл Вінтер           |                     |
| 2015      | ф  | Кокосовий герой            | Coconut Hero               | Сара               | Ебігейл Вінтер           |                     |
| 2015—2015 | с  | Копи-новобранці            | Rookie Blue                | Стар               | Ебігейл Вінтер           | 1 епізод            |
| 2015      | кф | Я не люблю тебе так        | I Don't Love You Like That |                    | Ебігейл Вінтер           |                     |
| 2015—2015 | с  | Поміж                      | Between                    | Саманта            | Ебігейл Вінтер           | 7 епізодів          |
| 2015—2015 | с  | Ві Морган мертва           | V Morgan Is Dead           | Лаура              | Ебігейл Вінтер           | 3 епізоди           |
| 2016—2016 | с  | Надія на порятунок         | Saving Hope                | Джорджія Вандевер  | Ебігейл Вінтер           | 1 епізод            |
| 2016      | кф | Таємниця Дороті            | Dorothy's Secret           | Дороті             | Ебігейл Вінтер           |                     |
| 2016      | ф  | Хіба що                    | Unless                     | Наталі Вінтерс     | Ебігейл Вінтер           |                     |
| 2016      | кф | Самозванець                | Imposter                   |                    | Ебігейл Вінтер           |                     |
| 2017      | кф | П'ять речей                | Five Things                | Джулія             | Ебігейл Вінтер           |                     |
| 2017—2019 | с  | Мері вбиває людей          | Mary Kills People          | Джессіка Геллер    | Ебігейл Вінтер           | 18 епізодів         |
| 2018      | кф | Життєві ознаки             | Vital Signs                | Єва                | Ебігейл Вінтер           |                     |
| 2018      | кф | Я побила свого ґвалтівника | I Beat Up My Rapist        | Єва                | Ебігейл Вінтер           |                     |
| 2018—2018 | с  | Деталь                     | The Detail                 | Джоуні Макінтош    | Ебігейл Вінтер           | 1 епізод            |
| 2019—2019 | с  | Вейн                       | Wayne                      | Наталі             | Ебігейл Вінтер           | 1 епізод            |
| 2021—2021 | с  | Розслідування Мердока      | Murdoch Mysteries          | Една Емерсон       | Август Вінтер            | 1 епізод            |
| 2022      | ф  | Говорять жінки             | Women Talking              | Мелвін             | Август Вінтер            | фільм отримав оскар |
| 2023—2023 | с  | Доволі складні випадки     | Pretty Hard Cases          | Т'юздей            | Август Вінтер            | 3 епізоди           |
| 2023—2023 | с  | Чорна сирота: Відлуння     | Orphan Black: Echoes       | молода Кіра Менінг | Август Вінтер            | 1 епізод            |
| 2023—2024 | с  | Чакі                       | Chucky                     | Сімс               | Август Вінтер            | 4 епізоди           |

## Нагороди і премії
Нагороди і премії, якими Август Вінтер був удостоєний особисто:
- Нагорода найкращій актрисі (англ. Best Actress) — Festigious International Film Festival 2016[13];
- Нагорода найкращий виступ на фестивалі (англ. best performance of fest) — Actors Awards, Los Angeles 2017[14];

Окрім того фільм Говорять жінки отримав, на різних фестивалях, значну кількість нагород за кращий акторський склад.